# Hellemanswijk

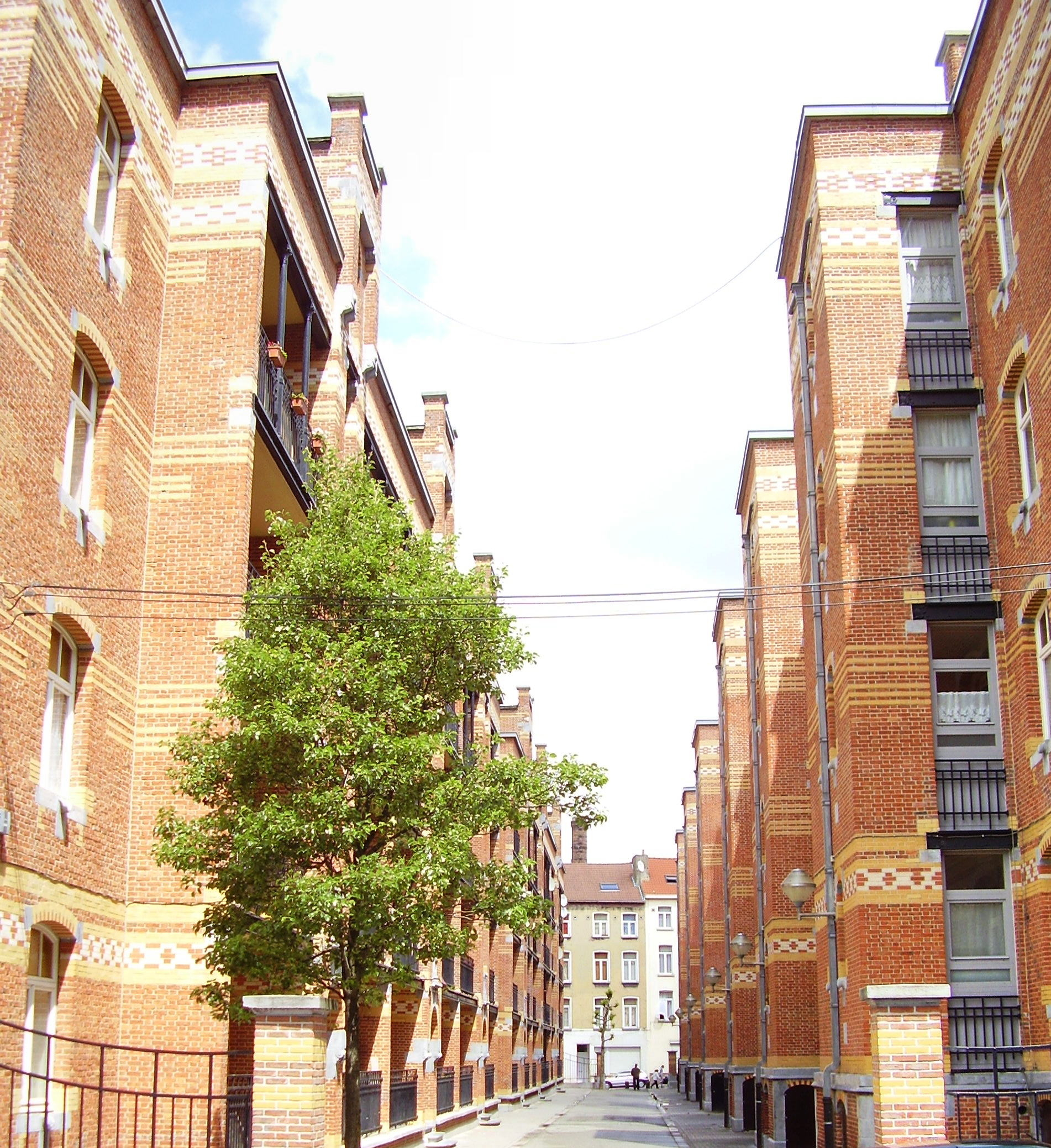
Cité Hellemans

De Hellemanswijk  (Frans: Cité Hellemans) is een woonwijk van de  Brusselse sociale huisvestingsmaatschappij De Brusselse Haard in de Marollen in Brussel-Stad die begrensd wordt de Hoogstraat, de Blaesstraat, de Pieremansstraat en de Sistervatstraat.
De wijk is in Brussel gekend als Les Vieux Blocs (De oude blokken) of Cité Hellemans naar de naam van architect Ernest Hellemans (1859-1925) die het geheel ontwierp tussen 1906 en 1912. De architect koos voor een eclectische stijl met art-nouveau-inslag.
De eerste bewoners betrokken de appartementen in 1915. Het stadsbestuur van Brussel nam het initiatief voor de sanering van deze buurt die bestond uit een wirwar van steegjes en straatjes. Na de Eerste Wereldoorlog werd het wooncomplex overgedragen aan de sociale huisvestingsmaatschappij De Brusselse Haard.

## Naamgeving
De woonwijk bestaat uit zes parallelle straten die namen dragen van oude beroepen. Het stadsbestuur gaf de namen van "edele" (lees: "propere") beroepen aan de laag gelegen straten en de meer "vuile" beroepen aan de straten die hoog gelegen waren. Van oost naar west zijn dat: de Schoorsteenvegersstraat, de Timmerliedenstraat, de Kuipersstraat, de Stoelenmakersstraat, de Borduurdersstraat en ten slotte de Goudsmedenstraat.